# 名古屋電気鉄道1500形電車
名古屋電気鉄道1500形電車（なごやでんきてつどう1500がたでんしゃ）は、現在の名古屋鉄道（名鉄）の前身事業者の一つである名古屋電気鉄道が、1920年（大正9年）より導入した電車（制御電動車）である。
後年名古屋電気鉄道より保有路線の一部を継承する目的で旧・名古屋鉄道（後の名岐鉄道）が設立されたのちも継続して導入され、1925年（大正14年）までに1501 - 1525の計25両が新製された。全車とも木造ダブルルーフ構造の車体を備える2軸ボギー車で、製造年次によって仕様の相違が存在する。

## 沿革
名古屋市を中心として鉄道事業を展開した名古屋電気鉄道は、現在の名鉄名古屋本線の一部や名鉄犬山線・名鉄津島線などに相当する「郡部線」と呼称される路線区へ導入する目的で、1920年（大正9年）より同社初となる2軸ボギー構造の電車を新製した。新製に先立つ1918年（大正7年）9月に、郡部線用の車両の記号番号について、従来型の4輪単車を500番台、2軸ボギー車を1500番台と区分する方針が策定されていたことに従って、新製された2軸ボギー車各車両には1500番台の記号番号が付与された。
1921年（大正10年）に名古屋電気鉄道が保有する路線のうち、「市内線」と呼称される軌道線区の名古屋市への譲渡が決定したことを受け、市営化の対象から外れた郡部線を運営するため、同年6月13日に名古屋電気鉄道によって旧・名古屋鉄道が設立され、1921年（大正10年）7月1日付で郡部線の運営権が移譲された。1923年（大正12年）8月には旧・名古屋鉄道初となる自社発注の車両が落成したが、名古屋電気鉄道当時に新製された車両と同じく1500番台の記号番号が付与され、この記号番号付与基準は1925年（大正14年）に落成した車両まで踏襲された。
1925年（大正14年）の尾西鉄道鉄道事業譲受と前後して車番変更が実施された。1500形各列車は製造年次および仕様の相違によって区分され、元・尾西鉄道のデボ100形、デボ200形に続く形でデボ300形・デボ350形・デボ400形・デボ450形・デボ600形の各形式が付けられた。

## 各形式概説
以下、1501 - 1525について個別の形式称号が付与されたのちの区分に従って概要を記述する。詳細については各形式の個別項目を参照されたい。

### 1507 - 1509（デボ300形）
1920年（大正9年）2月に1500番台の記号番号を付与されたグループとして最初に落成した。木造ダブルルーフ構造の車体を備え、側面には2箇所の片開式客用扉と13枚の側窓を配し、側面窓配置はD 13 D（D：客用扉、数値は側窓の枚数）である。落成当初より総括制御に対応したゼネラル・エレクトリック (GE) 製の電空単位スイッチ式自動加速制御装置を搭載し、主電動機も同じくGE製の定格出力100 HPのものを1両あたり2基搭載、制動装置についてもGE製の直通空気ブレーキを採用した。台車はブリル (J.G.Brill) 製の27-MCB-1を装着した。
後年の形式称号付与に際してはデボ301 - デボ303と記号番号が改められた。

### 1501 - 1506・1510（デボ350形）

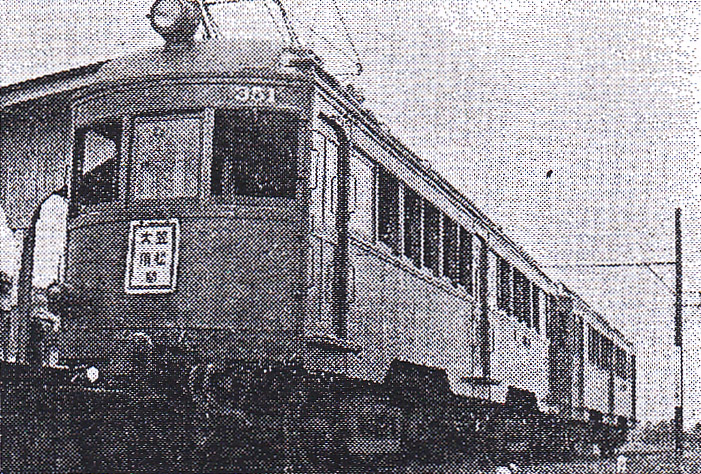
名鉄モ350形351
（旧名古屋電気鉄道1500形1501）

このグループは前述した1507 - 1509と同一仕様の車両として設計・製造されていたが、落成直前の最終艤装の段階であった1920年（大正9年）6月に発生した那古野車庫火災によって被災焼失し、再度車体を新製して翌1921年（大正10年）2月に落成したという経緯を有する。主要機器は1507 - 1509と同一仕様であるが、車体は側面に3箇所の片開式客用扉を備える3扉仕様に変更され、側窓配置も2枚おきに太い窓間柱を配した形状に変更、側面窓配置はD 2 2 2 D 2 2 2 Dとなった。
後年の形式称号付与に際しては旧番順にデボ351 - デボ357と記号番号が改められた。

### 1511 - 1518（デボ400形・デボ450形）

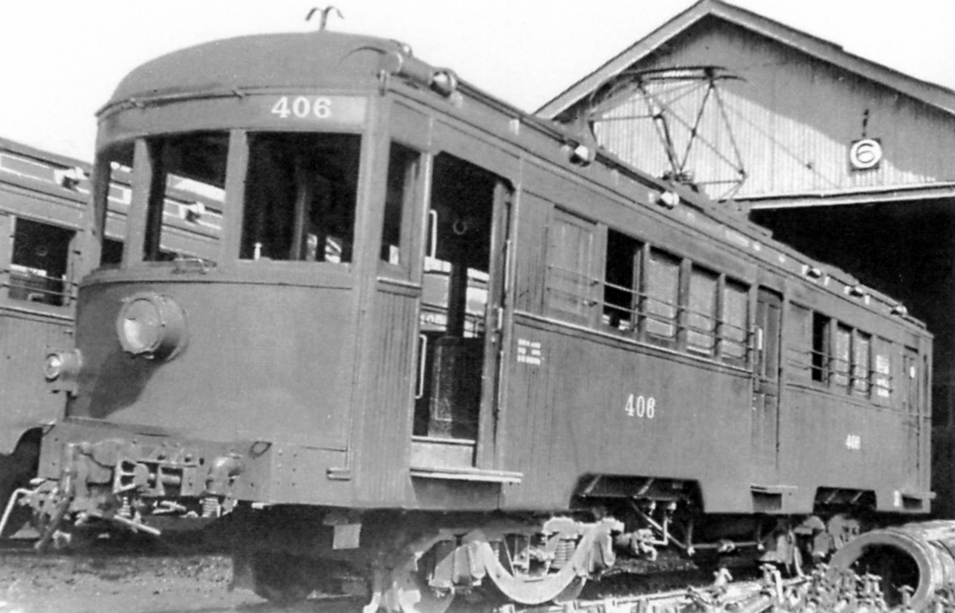
名鉄モ400形406
（旧名古屋鉄道1500形1516）

旧・名古屋鉄道となって初めて新製されたグループで、1923年（大正12年）8月に8両が落成した。車体は1501 - 1506・1510と同じく3扉仕様ながら、車端部寄りの両端扉が両開扉に改められ、また両開扉の車体中央側戸袋部には窓を設置せず、側面窓配置が1 D 1 2 2 D 2 2 1 D 1と変更された。なお、1518のみは車内の仕様が異なり、貸切用途を想定して客室内を3つのスペースに区切ることが可能な構造となっていた。
電装品は従来のGE製からイングリッシュ・エレクトリック (EE) 製の機器に変更され、制御装置はデッカーシステムと呼称される電動カム軸式の自動加速制御装置を、主電動機は定格出力90 HPのものを1両あたり2基搭載した。また、台車はボールドウィン・ロコモティブ・ワークス (BLW) 製のボールドウィンA形に変更された。
後年の形式称号付与に際しては1511 - 1517がデボ400形401 - 407と記号番号を改め、仕様の異なる1518のみデボ450形451と別形式に区分された。

### 1519 - 1525（デボ600形）

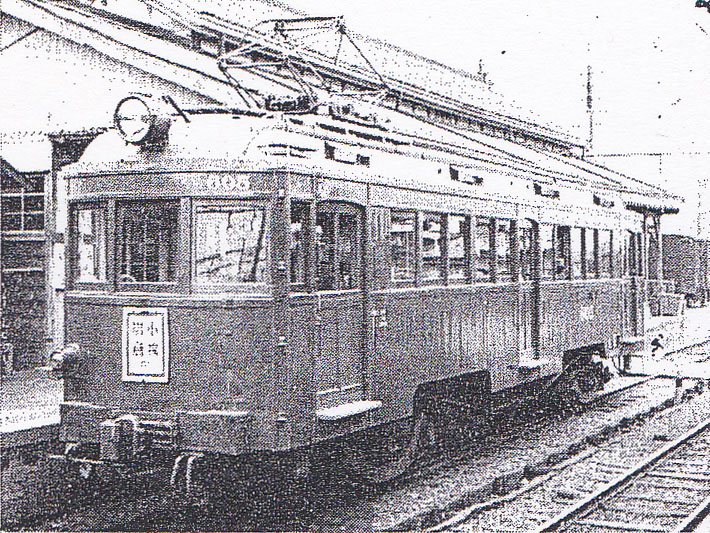
名鉄モ600形605
（旧名古屋鉄道1500形1523）

1925年（大正14年）8月から同年11月にかけて落成したグループで、1500番台の記号番号を付与された最後の車両群となった。車体は1511 - 1518に類似した、両端扉を両開扉とした3扉構造であるが、本グループでは車体中央側戸袋部に楕円形状の戸袋窓、いわゆる丸窓が新設された点が異なる。側面窓配置は1 D e 1 2 2 D 2 2 1 e D 1（e：丸窓）となった。
電装品は1511 - 1518と同じくイングリッシュ・エレクトリック製の機器を採用したが、主電動機については定格出力70 HPのものを1両あたり4基搭載して出力増強および走行性能の向上が図られた。また、制動装置がSME非常直通空気ブレーキに改良され、台車については国産品を採用、住友製鋼所ST-2台車を装着した。
後年の形式称号付与に際してはデボ601 - デボ607と記号番号が改められた。

## 運用
いずれも落成後は郡部線において運用され、後年の現・名古屋鉄道（名鉄）成立以降は架線電圧600 V規格の各路線区において運用された。1948年（昭和23年）5月の旧名古屋鉄道・名岐鉄道に由来する西部線（現・名古屋本線の一部）の架線電圧1,500 V昇圧に際しては、幹線系統における運用より撤退し、架線電圧が600 V規格のまま存置された支線区へ転用された。
その後は運用実態に合わせて電装解除による制御車化改造などが施工されたのち、各形式とも1959年（昭和34年）から1966年（昭和41年）にかけて順次廃車となり、名古屋電気鉄道および旧・名古屋鉄道が導入した1500番台の記号番号を付与された各車両は全廃となった。

## 改番表
- 出典：『名古屋鉄道車両史 上巻』pp.18-26

| 原車番 | 1925年改番    | 1925年 - 1941年間の変遷                              | 1941年改番    | その後の変遷              |
| ------ | ------------- | ---------------------------------------------------- | ------------- | ------------------------- |
| 1501   | デボ350形 351 |                                                      | モ350形 351   |                           |
| 1502   | デボ350形 352 |                                                      | モ350形 352   |                           |
| 1503   | デボ350形 353 |                                                      | モ350形 353   |                           |
| 1504   | デボ350形 354 |                                                      | モ350形 354   |                           |
| 1505   | デボ350形 355 |                                                      | モ350形 355   |                           |
| 1506   | デボ350形 356 |                                                      | モ350形 356   |                           |
| 1507   | デボ300形 301 | デボユ320形 321（郵便合造車改造）                    | モユ320形 321 | ク2270形 2273（電装解除） |
| 1508   | デボ300形 302 | デボユ310形 311（郵便合造車改造）                    | モユ310形 311 | ク2270形 2271（電装解除） |
| 1509   | デボ300形 303 | デボユ310形 312（郵便合造車改造）                    | モユ310形 312 | ク2270形 2272（電装解除） |
| 1510   | デボ350形 357 | デボユ320形 322（郵便合造車改造）                    | モユ320形 322 | ク2270形 2274（電装解除） |
| 1511   | デボ400形 401 |                                                      | モ400形 401   | ク2260形 2261（電装解除） |
| 1512   | デボ400形 402 |                                                      | モ400形 402   | ク2260形 2262（電装解除） |
| 1513   | デボ400形 403 |                                                      | モ400形 403   | ク2260形 2263（電装解除） |
| 1514   | デボ400形 404 |                                                      | モ400形 404   | ク2260形 2264（電装解除） |
| 1515   | デボ400形 405 | デボ650形 666（火災復旧）→ モ670形 671（再火災復旧） | モ670形 671   |                           |
| 1516   | デボ400形 406 |                                                      | モ400形 406   | ク2260形 2265（電装解除） |
| 1517   | デボ400形 407 |                                                      | モ400形 407   | ク2260形 2266（電装解除） |
| 1518   | デボ450形 451 | モ400形 405（欠番補填）                              | モ400形 405   | ク2260形 2267（電装解除） |
| 1519   | デボ600形 601 |                                                      | モ600形 601   |                           |
| 1520   | デボ600形 602 |                                                      | モ600形 602   |                           |
| 1521   | デボ600形 603 |                                                      | モ600形 603   |                           |
| 1522   | デボ600形 604 |                                                      | モ600形 604   |                           |
| 1523   | デボ600形 605 |                                                      | モ600形 605   |                           |
| 1524   | デボ600形 606 |                                                      | モ600形 606   |                           |
| 1525   | デボ600形 607 |                                                      | モ600形 607   |                           |

## 参考資料
書籍
- 名古屋鉄道株式会社社史編纂委員会 『名古屋鉄道社史』 名古屋鉄道 1961年5月
- 名古屋鉄道株式会社 『写真が語る名鉄80年』 名古屋鉄道 1975年3月
- 清水武、田中義人『名古屋鉄道車両史 上巻』アルファベータブックス 2019年4月

雑誌
- 『鉄道ピクトリアル』 鉄道図書刊行会
  - 渡辺肇・加藤久爾夫 「私鉄車両めぐり(87) 名古屋鉄道 3」 1971年3月号（通巻248号） pp.60 - 65
  - 渡辺肇・加藤久爾夫 「私鉄車両めぐり(87) 名古屋鉄道 終」 1971年4月号（通巻249号） pp.54 - 65
  - 白井良和 「名古屋鉄道の車両前史 現在の名鉄を構成した各社の車両」 1986年12月臨時増刊号（通巻473号） pp.166 - 176
  - 名鉄博物館 「知られざる名鉄電車史1 郊外線草創期の車両 - デシ500形とその仲間たち」 2007年7月号（通巻791号） pp.156 - 165